# Левенбук, Александр Семёнович
Алекса́ндр Семёнович Левенбу́к (настоящее имя — Альбе́рт Си́мхович Левенбу́к;  20 июля 1933, Москва, СССР — 22 декабря 2023, Москва, Россия) — советский и российский актёр, театральный режиссёр, радиоведущий, юморист; народный артист Российской Федерации (2004). Художественный руководитель московского профессионального еврейского театра «Шалом» (1988—2021). Член Общественного совета Российского еврейского конгресса.

## Биография
Родился 20 июля 1933 года в Москве в еврейской семье.
Учился в Первом Московском медицинском институте, где участвовал в студенческой художественной самодеятельности. Там же сложился его дуэт с Александром Лившицем (1933—2003), с которым они работали на протяжении многих лет. После окончания института в 1957 году стал артистом Мосэстрады.
В разные годы в программу выступлений А. Левенбука и А. Лившица входили произведения Корнея Чуковского, Самуила Маршака, Сергея Михалкова, Аркадия Хайта, Эдуарда Успенского, Даниила Хармса, Бориса Заходера. Их исполнительскую манеру отличали высокая культура речи и виртуозное владение техникой синхронного чтения. Они с успехом гастролировали по стране, а в 1960 году стали лауреатами Всесоюзного конкурса артистов эстрады.
В 1965 году в их с А. Лифшицем музыкально-юмористической радиопрограмме «Пиф-паф» дебютировала 16-летняя Алла Пугачёва, исполнив песню «Робот».
С 1970 года совместно с Александром Лившицем и Николаем Литвиновым был ведущими популярной детской образовательной передачи «Радионяня», где в шутливой форме объяснялись правила грамматики, математики и хорошего поведения.
В 1980-е годы начал работать на эстраде как режиссёр в сотрудничестве с писателем Аркадием Хайтом. Среди поставленных им спектаклей — «Доброе слово и кошке приятно» для Евгения Петросяна и «Нет ли лишнего билетика?» для Владимира Винокура.
В 1985 году поставил в Еврейском камерном музыкальном театре спектакль «Тум-балалайка» по пьесе Хайта, который позднее был показан в США, где он шёл на бродвейской сцене.
С 1988 по декабрь 2021 года Александр Левенбук возглавлял Московский еврейский театр «Шалом». Помимо режиссёрской работы, также был занят как актёр в спектаклях «Заколдованный театр», «Янкель, Таке и Кадыр», «Новеллы Севелы», «Четыре чемодана в Шереметьево-2» и «Национальность? Да!».
Скончался в ночь на 22 декабря 2023 года в Москве. Прощание с артистом состоялось 26 декабря в Центральном доме работников искусств. Похоронен 27 декабря на Троекуровском кладбище Москвы (уч. 21).

## Награды и звания
- орден Почёта (9 августа 2009) — за заслуги в развитии отечественной культуры и искусства, многолетнюю плодотворную деятельность[9];
- орден Дружбы (4 октября 2019) — за большой вклад в развитие отечественной культуры и искусства, многолетнюю плодотворную деятельность[1];
- народный артист Российской Федерации (24 августа 2004) — за большие заслуги в области театрального искусства[10];
- заслуженный артист Российской Федерации (31 декабря 1992) — за заслуги в области искусства[11];
- премия «Скрипач на крыше» в номинации «Культура» (2021) — за вклад в развитие еврейской культуры России[12];
- лауреат Всемирного фестиваля молодёжи и студентов в Москве (1957)[источник не указан 341 день];
- лауреат Всесоюзного конкурса молодых артистов эстрады (1960)[источник не указан 341 день];
- лауреат Всероссийского конкурса артистов эстрады (1962)[источник не указан 341 день].

## Фильмография
- 1971 — мультфильм «Разгром» — (текст от автора)
- 1975 — мультфильм «Вот какой рассеянный» — (текст от автора)
- 1981 — мультфильм «Пластилиновая ворона» — исполнение песни «А может, а может…» совместно с Л. Шимеловым